# ボーイズ・アンド・ガールズ (アルバム)
『ボーイズ・アンド・ガールズ』（Boys and Girls）は、イングランドのロック・ミュージシャンのブライアン・フェリーが1985年に発表した6作目のソロ・アルバムである。

## 解説

### 経緯
1983年にロキシー・ミュージックが解散した後、フェリーは前作『ベールをぬいだ花嫁』（1978年）以来、約5年ぶりに新作ソロ・アルバムの制作に取り掛かった。彼はプロデューサーにレット・デイヴィスを迎えて1984年にレコ―ディングを開始したが、同年に父親を失って作業を中断せざるを得なかった。
本作は7か所のスタジオでデヴィッド・ギルモア、マーク・ノップラー、ナイル・ロジャース、トニー・レヴィン、デイヴィッド・サンボーンら総勢30人ものミュージシャンを迎えて2年の歳月をかけてようやく完成し、1985年6月に発表された。

### 内容
前々作に当たる通算4作目『イン・ユア・マインド (あなたの心に)』（1977年）に続いて、自作の新曲だけで構成された。
1985年4月、アルバム発表に先立って「スレイヴ・トゥ・ラヴ」がシングルで発表され、全英シングルチャートで最高位10位を記録。本作は6月に発表され、全英アルバムチャートで2週間首位を記録し、チャートに10か月間留まった。同年8月にデイヴィスとの共作「ドント・ストップ・ザ・ダンス」、11月に「ウィンドスウェプト」がシングル・カットされ、全英シングルチャートでそれぞれ最高位21位、46位を記録した。

## 収録曲

### オリジナルLP
| #         | タイトル                                              | 作詞・作曲          | 時間  |
| --------- | ----------------------------------------------------- | ------------------- | ----- |
| 1.        | 「センセイション Sensation」                          | Bryan Ferry         | 5:07  |
| 2.        | 「スレイヴ・トゥ・ラヴ Slave To Love」                | Ferry               | 4:23  |
| 3.        | 「ドント・ストップ・ザ・ダンス Don't Stop The Dance」 | Ferry, Rhett Davies | 4:22  |
| 4.        | 「ウェイスト・ランド A Waste Land」                   | Ferry               | 1:10  |
| 5.        | 「ウィンドスウェプト Windswept」                      | Ferry               | 4:23  |
| 合計時間: | 合計時間:                                             | 合計時間:           | 19:25 |

| #         | タイトル                                      | 作詞・作曲  | 時間  |
| --------- | --------------------------------------------- | ----------- | ----- |
| 1.        | 「ザ・チョーズン・ワン The Chosen One」       | Bryan Ferry | 4:51  |
| 2.        | 「ヴァレンタイン Valentine」                  | Ferry       | 3:48  |
| 3.        | 「ストーン・ウーマン Stone Woman」            | Ferry       | 5:12  |
| 4.        | 「ボーイズ・アンド・ガールズ Boys And Girls」 | Ferry       | 5:09  |
| 合計時間: | 合計時間:                                     | 合計時間:   | 19:00 |

### CD
| #         | タイトル                                              | 作詞・作曲          | 時間  |
| --------- | ----------------------------------------------------- | ------------------- | ----- |
| 1.        | 「センセイション Sensation」                          | Bryan Ferry         | 5:07  |
| 2.        | 「スレイヴ・トゥ・ラヴ Slave To Love」                | Ferry               | 4:23  |
| 3.        | 「ドント・ストップ・ザ・ダンス Don't Stop The Dance」 | Ferry, Rhett Davies | 4:22  |
| 4.        | 「ウェイスト・ランド A Waste Land」                   | Ferry               | 1:10  |
| 5.        | 「ウィンドスウェプト Windswept」                      | Ferry               | 4:23  |
| 6.        | 「ザ・チョーズン・ワン The Chosen One」               | Ferry               | 4:51  |
| 7.        | 「ヴァレンタイン Valentine」                          | Ferry               | 3:48  |
| 8.        | 「ストーン・ウーマン Stone Woman」                    | Ferry               | 5:12  |
| 9.        | 「ボーイズ・アンド・ガールズ Boys And Girls」         | Ferry               | 5:09  |
| 合計時間: | 合計時間:                                             | 合計時間:           | 38:25 |

## 参加メンバー
参加ミュージシャンの名前は名字のアルファベット順に列記されており、各々が演奏した楽器名と収録曲名は記載されていない。
| - Musicians: Alfa Anderson, Jon Carin, Michelle Cobbs, Rhett Davies, Yanick Etienne, Bryan Ferry, Colleen Fitz-Charles, Lisa Fitz-Charles, Simone Fitz-Charles, Guy Fletcher, David Gilmour, Omar Hakim, Virginia Hewes, Ednah Holt, Neil Hubbard, Neil Jason, Chester Kamen, Mark Knopfler, Tony Levin, Jimmy Maelen, Martin McCarrick, Marcus Miller, Andy Newmark, Nile Rodgers, David Sanborn, Keith Scott, Alan Spenner, Anne Stephenson, Fonzi Thornton, Ruby Turner |
| |

Engineers
- Rhett Davies
- Bob Clearmountain
- Neil Dorfsman
- Femi Jiya
- Dominick Maita
- Brian McGee
- Andy Lydon

Assistants
- Benjamin Armbrister
- Carb
- Steve Churchyard
- Randy Ezratty
- Dave Greenberg
- Kevin Killen
- Mike Krowiak
- Bruce Lampcov
- John Levell
- Heff Moraes
- Peter Revill
- Kendal Stubbs

- Mastered by Bob Ludwig at Masterdisk (New York City)
- Mixed by Bob Clearmountain
- Produced by Rhett Davies and Bryan Ferry
- Art Direction: Bryan Ferry and Simon Puxley
- Photography: Antony Price
- Artwork by Cream

## ライヴ・エイド
同年7月13日、フェリーはウェンブリー・スタジアムで開催されたライヴ・エイドに出演した。バンドのメンバーは本作の制作に参加したニール・ハバード（ギター）、デヴィッド・ギルモア（ギター）、チェスター・ケイメン（ギター）、アンディ・ニューマーク（ドラム）、マーカス・ミラー（ベース）、ジミー・マーレン（パーカッション）、ジョン・カリン（キーボード）、ミシェル・コブス（ヴォーカル）、エドナ・ホルト（ヴォーカル）、フォンジ・ソ―ントン（ヴォーカル）だった。
本作の「センセイション」、「ボーイズ・アンド・ガールズ」、「スレイヴ・トゥ・ラヴ」、ロキシー・ミュージック時代のヒット曲であるジョン・レノンの「ジェラス・ガイ」の計4曲が演奏された。